# Амайя, Рафаэль
Хосе Рафаэль Амайя Нуньес (исп. Jose Rafael Amaya Nuñez; род. 2 октября 1977, Эрмосильо) — известный мексиканский актёр и продюсер.

## Биография
Родился 28 февраля 1977 года в Эрмосильо. В возрасте 5 лет переехал вместе с семьёй в город Текейт. С самого раннего детства увлекался спортом, в частности лёгкой атлетикой, также брал уроки музыки и театра. После окончания школы, он отправился в США, в город Сан-Диего с целью учёбы в университете, после его окончания твёрдо решил связать свою жизнь с кинематографом. Дебютировал в 2000 году и с тех пор снялся в 43 работах в кино и телесериалах, популярными сериалами с участием актёра являются Страсти по Саломее и Два лица страсти, где он исполнил главные ведущие роли и стал знаменит во многих странах мира, в т.ч и в РФ. В конце 2004 года в газете Антенна-Телесемь была опубликована статья про него.

## Личная жизнь
Рафаэль Амайя был женат дважды:
- Первой супругой актёра являлась Анна Лаевская, влюблённая пара познакомилась на съёмках телесериала Два лица страсти, где герои влюбляются и женятся, пара решила пожениться и наяву, но, в отличие от телесериала, личная жизнь у актёров не сложилась — супруги развелись спустя 4 года после свадьбы (2006-10).
- Второй супругой актёра являлась актриса и фотомодель Анхелика Селайя, брак постигла та же участь — супруги развелись спустя 5 лет после свадьбы. (2010-15).

## Фильмография

### Телесериалы

#### Свыше 2-х сезонов
- 1985—2007 — Женщина, случаи из реальной жизни (17 сезонов; принял участие в одном сезоне в 2001 году).

#### Televisa
- 2001-02 — Страсти по Саломее — Хосе Хулиан.
- 2006 — Два лица страсти — Рафаэль Бустаманте.

### Фильмы
- Тихое убийство

## Награды и премии
Рафаэль Амайа был 13 раз номинирован на 6 различных премий, из которых победу удалось одержать лишь в 2-х номинациях.